# Диспетчерська служба
Диспе́тчерська слу́жба, Диспетчеризація (рос. диспетчерская служба, диспетчеризация; англ. dispatching, traffic control, нім. Dispatcherdienst m, Dispatcherisierung f) — система оперативного контролю та управління технологічними процесами з метою забезпечення узгодженої роботи ланок одного або групи підприємств для досягнення оптимальних техніко-економічних показників, виконання графіків робіт, виробничих програм, логістичних операцій.

## Загальний опис

### Основні завдання
Основне завдання диспетчерської служби — забезпечення ритмічності роботи всіх підрозділів на основі перспективних та оперативних календарних планів з урахуванням сформованої обстановки.
1. Оперативне планування і регулювання виробничого процесу та інших видів діяльності організації.
2. Координація та оперативний контроль виробничої діяльності структурних підрозділів організації.
3. Підготовка та подання керівництву інформаційно-аналітичних матеріалів про стан і перспективи розвитку диспетчерської служби організації.
4. Удосконалення та впровадження нових методів організації диспетчерської служби, в тому числі на основі використання сучасних засобів зв'язку та інформаційних технологій.
5. Участь у межах своєї компетенції у підготовці та виконанні управлінських рішень керівництва організації.
6. Вирішення інших завдань у відповідності з цілями організації.

### Основні функції
1. Оперативне регулювання ходу виробництва і інших видів діяльності організації та її підрозділів відповідно до виробничих програм, календарних планів і змінно добових завдань.
2. Контроль забезпеченості підрозділів організації необхідними матеріалами, конструкціями, комплектуючими виробами, устаткуванням, транспортом, вантажно-розвантажувальними засобами.
3. Оперативний контроль за ходом виробництва, забезпеченням максимального використання виробничих потужностей, здачею готової продукції, виконанням робіт (послуг), складських і вантажно-розвантажувальних операцій за встановленими графіками.
4. Дотримання встановлених норм заділів на дільницях і в цехах, розмірів партій запусків і строків їх подач.
5. Попередження та усунення порушень ходу виробництва, залучення при необхідності відповідних служб і підрозділів організації.
6. Виявлення резервів виробництва по встановленню найбільш раціональних режимів роботи технологічного устаткування, більш повного і рівномірного завантаження устаткування і виробничих площ, скорочення тривалості циклу виготовлення продукції.
7. Впровадження та раціональне використання технічних засобів оперативного управління виробництвом.
8. Ведення документації диспетчерської служби.
9. Аналіз та оцінка діяльності підрозділів організації, виявлення внутрішньовиробничих резервів.
10. Раціоналізація роботи операторів диспетчерської служби.
11. Здійснення в межах своєї компетенції інших функцій у відповідності з цілями і завданнями організації.

### Структура
Структура диспетчерської служби залежить від характеру та масштабу об'єкта керування.

## Диспетчерська служба на шахтах
Диспетчерська служба на шахтах буває одно- чи двоступеневою. При одноступеневій структурі диспетчерської служби щозмінно чергує один диспетчер шахти, який контролює роботу очисних та підготовчих вибоїв, підземного транспорту. Така структура використовується на невеликих підприємствах зі слабко розвиненою електровозною відкаткою, нескладними гірничо-геологічними умовами, невеликою кількістю вибоїв. При двоступеневій структурі диспетчерської служби роботою підземного транспорту керує диспетчер з руху, а усіма іншими процесами, головним чином у очисних та підготовчих вибоях інший гірничий диспетчер. Така структура використовується при великих шахтних полях та складній схемі шахтного транспорту. До комплексу технічних засобів диспетчерської служби гірничого підприємства входять: диспетчерський телефонний зв'язок з робочими місцями, загальношахтний та міський телефонний зв'язок, системи дистанційного керування та контролю і промислового телебачення, різні види промислової сигналізації, централізація та блокування на підземному транспорті тощо. Головний технічний засіб диспетчерського керування роботою неавтоматизованих дільниць — телефонний зв'язок, автоматизованих — телеуправління та телеконтроль.